# Demethylase
Demethylasen zijn enzymen die methylgroepen van proteïnen en andere stoffen kunnen onttrekken. Ze worden ingezet in verschillende biochemische processen, zoals bij chemotaxis (een vorm van signaaltransductie). 
Gemethyleerde lysineresiduen kunnen worden gedemethyleerd door oxidatie, waardoor formaldehyde ontstaat. De oxidatie grijpt plaats hetzij met behulp van zuurstof of flavine-adeninedinucleotide (FAD) als elektronendonoren.
Een goed voorbeeld van een demethylase en diens werking is de gefosforyleerde vorm van het CheB-proteïne, dat methylesters hydrolyseert tot onder andere methanol (daarom is het CheB-proteïne een methylesterase). Deze methylesters komen met name voor in het MC-proteïne, een transmembraaneiwit in bacteriën dat in staat is om concentraties van bepaalde moleculen (veelal voedingsstoffen) te detecteren in de extracellulaire matrix, zodat de bacterie er vlot naartoe kan bewegen. Methylering en demethylering zorgt ervoor dat deze bewegingen goed gereguleerd worden.